# 中国考古学会
中国考古学会是中华人民共和国考古学工作者组成的全国性、学术性、非营利性社会团体，1979年4月在陕西省西安市成立。